# Amibe (Star Trek)
Pour les articles homonymes, voir Amibe (homonymie).
Amibe (The Immunity Syndrome) est le dix-huitième épisode de la deuxième saison de la série télévisée Star Trek. Il fut diffusé pour la première fois le 19 janvier 1968 sur la chaîne américaine NBC.
La Fédération envoie d'urgence l'Enterprise pour enquêter sur la destruction de l'USS Intrepid et celle du système Gamma 7A. Le capitaine Kirk découvre un organisme qui semble fait d'antimatière et se nourrit de tout ce qu'il trouve.

## Distribution

### Acteurs principaux
- William Shatner — James T. Kirk (VF : Yvon Thiboutot)
- Leonard Nimoy — Spock (VF : Régis Dubost)
- DeForest Kelley — Leonard McCoy
- James Doohan — Montgomery Scott
- Nichelle Nichols — Uhura
- Walter Koenig — Pavel Chekov

### Acteurs secondaires
- Majel Barrett - Infirmière Christine Chapel
- John Winston - Lieutenant Kyle
- Frank da Vinci - Lieutenant Brent
- Eddie Paskey - Lieutenant Leslie
- William Blackburn - Lieutenant Hadley

## Résumé
L'USS Entreprise se dirige vers la base spatiale n°6 lorsque Uhura reçoit un signal de détresse venant de l'USS Intrepid un vaisseau dont l'équipage est entièrement composé de vulcains. Le signal disparaît et Spock qui est à moitié vulcain, reçoit un message télépathique lui expliquant que l'intégralité des hommes composant le vaisseau Intrepid sont morts. Starfleet demande alors au capitaine Kirk un message afin d'enquêter sur la colonie Gamma 7A. Arrivant sur place, ils découvrent que l'intégralité des 7 millions d'habitants qui le composaient, sont morts. Ils découvrent aussi une forme noire, flottant dans l'espace, qui ne laisse pas passer la lumière des étoiles à travers.
Après avoir lancés une sonde sans succès, ils s'aventurent à l'intérieur. Le vaisseau est alors attiré vers une entité inconnue prenant la forme d'une amibe géante de près de 11 000 miles de long. Le seul moyen de freiner l'Enterprise est d'utiliser l'accélération, ce qui pompe l'énergie du vaisseau. L'amibe se nourrissant d'énergie pure, une grande partie de l'équipage est en proie à des baisses de formes et des évanouissements. Pour y remédier le Docteur McCoy réinjecte couramment des stimulants dans les bras des membres du vaisseau. La capsule Gallileo doit être lancé en direction de l'amibe et le capitaine Kirk décide d'y envoyer Spock après avoir hésité entre lui et McCoy. Durant cette mission suicide, Spock découvre que l'amibe et en plein processus de dédoublement. Si celle-ci se répand à travers la galaxie, de nombreux systèmes seront bientôt menacés.
Après avoir entendu McCoy comparer l'amibe à un virus qui infecterait la galaxie, le capitaine Kirk décide d'envoyer une bombe d'antimatière afin de détruire la créature. Quelques minutes avant l'explosion, l'équipage de l'Enterprise retrouvent le Galileo et le rapatrie dans sa direction. L'explosion provoqué par l'antimatière atteint le noyau de l'amibe et la détruit. À la suite de la déflagration de l'explosion, l'Enterprise et le Galileo se retrouvent éjectés hors de la matière noire qui entourait l'amibe. Ils regagnent l'espace normal.

### Continuité
- Le personnage d'Hikaru Sulu n'apparaît pas dans cet épisode.

## Production

### Écriture
L'idée proposée par le scénariste Robert Sabaroff le 14 août 1967 était celle d'un virus géant dont la cellule était notre univers. Certaines idées du scénarios de départ seront reprises dans l'épisode Les Survivants. Le script sera finalisé le 9 octobre 1967 avant d'être en partie réécrit par le producteur John Meredyth Lucas à la mi-octobre 1967.

### Casting
- L'acteur George Takei était à l'époque pris sur le tournage du film Les Bérets verts et ne pouvait pas être présent.

### Tournage
Le tournage eut lieu du 25 octobre au 1er novembre 1967 au studio de la compagnie Desilu sur Gower Street à Hollywood, sous la direction du réalisateur Joseph Pevney. Vétéran de la série, il s'agit du dernier épisode de Star Trek tourné par celui-ci.
Le passage où le capitaine Kirk souffle qu'il prendrait bien un peu de repos tout en regardant une des femmes de l'équipage fut ajouté par William Shatner et Joseph Pevney lors du tournage de l'épisode.

### Post-production
Dans la version originale de l'épisode, l'amibe spatiale fut créée par Frank Van der Veer à partir de liquides pressés contre des plaques de verres.

## Diffusion et réception critique

### Diffusion américaine
L'épisode fut retransmis à la télévision pour la première fois le 19 janvier 1968 sur la chaîne américaine NBC en tant que dix-huitième épisode de la deuxième saison. La compagnie Desilu ayant été rachetée par Paramount Pictures à l'époque de la diffusion de l'épisode, celui-ci est le premier à faire apparaître le logo de Paramount Television à la fin du générique.

### Diffusion hors États-Unis
L'épisode fut diffusé au Royaume Uni le 10 août 1970 sur BBC One.
En version francophone, l'épisode fut diffusé au Québec en 1971. En France, l'épisode est diffusé le dimanche 23 janvier 1983 sur TF1. Il fait partie des treize épisode à avoir été diffusés à cette période.

### Réception critique
Dans un classement pour le site Hollywood.com Christian Blauvelt place cet épisode à la 35e position sur les 79 épisodes de la série originelle estimant que si le scénario de l'épisode peut sembler stupide, il est en réalité génial. Pour le site The A.V. Club Zack Handlen donne à l'épisode la note de A trouvant que malgré un apriori négatif, celui-ci offre une bonne dynamique aux personnages ainsi que de la science fiction crédible.

## Adaptation littéraire
L'épisode fut romancé sous forme d'une nouvelle de 26 pages écrite par l'auteur James Blish dans le livre Star Trek 9, un recueil compilant différentes histoires de la série et sortit en août 1973 aux éditions Bantam Books.

## Éditions commerciales
Aux États-Unis, l'épisode est disponible sous différents formats. En 1988 et 1990, l'épisode est sorti en VHS et Betamax. L'épisode sortit en version remastérisée sous format DVD en 1999 et 2004.
L'épisode connu une nouvelle version remasterisée sortie le 7 avril 2007 : l'épisode fit l'objet de nombreux nouveaux effets spéciaux, les plans de l'Enterprise qui ont été refait à partir d'images de synthèse. Toutefois les effets spéciaux de l'amibe n'ont pas été changés et ont juste connus quelques retouches. Cette version est comprise dans l'édition Blu-ray, diffusée en septembre 2009.
En France, l'épisode fut disponible avec l'édition VHS de l'intégrale de la saison 2 en 2000. L'édition DVD est sortie le 18 novembre 2004 et l'édition Blu-ray le 27 avril 2009.